# مايلز بوريس
مايلز بوريس (بالإنجليزية: Miles Burris) هو لاعب كرة قدم أمريكية أمريكي، ولد في 27 يونيو 1988 في Orangevale, California ‏ في الولايات المتحدة.

## وصلات خارجية
- مايلز بوريس على موقع مرجع كرة القدم المحترفة.كوم (الإنجليزية)